# Karl Geyer (Fußballspieler)
Karl „Vogerl“ Geyer (* 24. März 1899 in Wien, Österreich-Ungarn; † 21. Februar 1998) war ein österreichischer Fußballspieler und Fußballtrainer. Er trainierte von 1955 bis 1956 die österreichische Nationalmannschaft.

## Vereinskarriere
Geyers Stammverein war der SC Donaustadt, für den er ab 1914 spielte. Die Donaustädter aus der Brigittenau waren zu dieser Zeit einer der führenden Vereine der zweiten Klasse, jedoch war während der Kriegsjahre der Auf- und Abstieg ausgesetzt, sodass die beiden Meistertitel 1917 und 1918 nicht zum Aufstieg in die höchste Spielklasse berechtigten. 1918 konnte man darüber hinaus das Cup-Halbfinale erreichen, wo man dem Floridsdorfer AC mit 1:2 unterlag. Während der Kriegsjahre war Geyer auch als Soldat an der Isonzofront eingesetzt.
1919 wechselte der Außenläufer zum erstklassigen Wiener AC, wo er jedoch nur eine Saison lang blieb und danach dem Wiener Amateur-SV beitrat. Die damaligen Transferbestimmungen sahen bei einem Wechsel eine Wartezeit von sechs Monaten vor, die Amateure wollten den Spieler jedoch bei einem Spiel in der Schweiz einsetzen und meldeten ihn – unter Anspielung auf seinen Nachnamen – als „Vogerl“ an, wodurch Geyer zu seinem Spitznamen kam, der ihn auch weiter begleiten sollte.
Bei den Ober Sankt Veitern wurde er rasch Stammspieler und meist auf der rechten oder linken Läuferposition eingesetzt. Er war für seine Konditionsstärke ebenso bekannt wie für seine Technik. 1921 konnte mit dem Cupsieg der erste Titel der Vereinsgeschichte geholt werden, diesem folgten in den nächsten Jahren zwei Meistertitel sowie drei weitere Cupsiege. Geyer blieb bis 1928 beim mittlerweile in FK Austria Wien umbenannten Verein, ehe er sich in einem Spiel gegen die Vienna bei einem Zusammenstoß mit Friedrich Gschweidl eine Knieverletzung zuzog, die seine aktive Karriere so gut wie beenden sollte.

## Nationalmannschaft
Geyers Qualitäten fielen auch bald dem österreichischen Verbandskapitän Hugo Meisl auf und dieser setzte den Spieler erstmals im März 1921 beim Länderspiel gegen Schweden in der Läuferreihe ein. Auf den Außenpositionen hatte er jedoch in der Nationalmannschaft starke Konkurrenz durch Leopold Nitsch und Karl Kurz und kam daher nur auf 17 Einsätze. Letztmals wurde er im Mai 1928 beim 5:5 gegen Ungarn aufgeboten.

## Trainerkarriere
Durch sein frühes Karriereende schlug Geyer schon bald die Trainerlaufbahn ein und übernahm seinen ehemaligen Verein WAC, wo er sich nach seiner Genesung fallweise auch noch selbst aufstellte. Mit der Pratermannschaft gelang 1931 der Sieg im ÖFB-Cup, der in dieser Saison als so genannter Wintercup im Meisterschaftsmodus ausgetragen wurde. Dadurch erreichte der WAC auch die Qualifikation für den Mitropacup, wo er mit Siegen über den Hungária FC MTK Budapest und Sparta Prag sensationell das Finale gegen die Vienna erreichte, welches mit 2:3 und 1:2 verloren ging.
Im Frühjahr 1934 übernahm Geyer kurzzeitig die Betreuung des Erstliganeulings SV Donau Wien, konnte jedoch den sofortigen Wiederabstieg auch nicht verhindern. Danach war er bis März 1935 beim SC Wacker Wien tätig, ehe er den Wiener Amateurverein SC Diana übernahm und 1937 in die höchste Amateurspielklasse führte. Im selben Jahr übernahm er von Rudolf Seidl das Präsidentenamt der Spielerunion, einer Interessensvertretung der Berufsspieler. Nach dem Anschluss 1938 ging Geyer, der mit einer Jüdin verheiratet war, zunächst nach Norwegen, wo er Brann Bergen betreute, kehrte aber nach einem Jahr wieder nach Wien zurück und übernahm das Training bei der Austria, die er während der Kriegsjahre inoffiziell betreute.
Geyer war auch erster offizieller Trainer der Violetten nach Kriegsende, gab den Posten jedoch schon bald an Wudi Müller ab. Danach betreute er den Wiener AC und wurde Jugendreferent beim ÖFB, wo er die österreichischen Fußballjunioren zu Siegen bei den internationalen Juniorenturnieren 1950 und 1957 führte. Weiters war er ab 1948 Vorsitzender des Toto-Komitees. Im September 1955 wurde Geyer vom ÖFB mit dem Posten des Bundeskapitäns betraut und war gemeinsam mit dem Bundestrainer Josef Molzer für die Nationalmannschaft verantwortlich. Geyer übte dieses Amt bis zu seinem Rücktritt im April 1956 aus, während dieses Zeitraums wurden fünf Spiele ausgetragen, wobei man zwei Siege und drei Niederlagen verzeichnen konnte.

## Erfolge
- 1× Mitropacup-Finale: 1931 (als Trainer)
- 2× Österreichischer Meister: 1924, 1926 (als Spieler)
- 5× ÖFB-Cup: 1921, 1924, 1925, 1926 (als Spieler), 1931 (als Trainer)
- 17 Spiele für die österreichische Fußballnationalmannschaft: 1921–1928 (als Spieler)
- 5 Spiele für die österreichische Fußballnationalmannschaft: 1955–1956 (als Bundeskapitän)

## ÖFB Länderspiele unter Teamchef Karl Geyer
Legende
- H = Heimspiel
- A = Auswärtsspiel
- * = Spiel auf neutralem Platz
- − = kein offizielles Länderspiel
- n. V. = nach Verlängerung
- WM = Weltmeisterschaft
- EM = Europameisterschaft
- grüne Hintergrundfarbe = Sieg Österreichs
- gelbe Hintergrundfarbe = Unentschieden
- rote Hintergrundfarbe = Niederlage

| Spiele | Siege | Remis | Niederlagen | Tore | TD |
| ------ | ----- | ----- | ----------- | ---- | -- |
| 5      | 2     | 0     | 3           | 8:14 | −6 |

| Nr. | Datum      | Ergebnis | Gegner      |   | Austragungsort | Anlass                | Bemerkung |
| --- | ---------- | -------- | ----------- | - | -------------- | --------------------- | --- |
| 262 | 16.10.1955 | 1:6      | Ungarn      | A | Budapest (HUN) | Europapokal 1955–1960 | Erstes Länderspiel unter Karl Geyer 100. Länderspiel gegen Ungarn Österreich erhält das 500. Gegentor durch Zoltán Czibor |
| 263 | 30.10.1955 | 2:1      | Jugoslawien | H | Wien           | Europapokal 1955–1960 | |
| 264 | 23.11.1955 | 2:1      | Wales       | A | Wrexham (WAL)  |                       | |
| 265 | 25.03.1956 | 1:3      | Frankreich  | A | Paris (FRA)    |                       | |
| 266 | 15.04.1956 | 2:3      | Brasilien   | H | Wien           |                       | Erstes Länderspiel gegen Brasilien, letztes Spiel unter Karl Geyer                                                        |

| Personendaten    | Personendaten                                |
| ---------------- | -------------------------------------------- |
| NAME             | Geyer, Karl                                  |
| ALTERNATIVNAMEN  | Geyer, Vogerl                                |
| KURZBESCHREIBUNG | österreichischer Fußballspieler und -trainer |
| GEBURTSDATUM     | 24. März 1899                                |
| GEBURTSORT       | Wien                                         |
| STERBEDATUM      | 21. Februar 1998                             |